# Dicranomyia (Neolimnobia) archangelica
Dicranomyia (Neolimnobia) archangelica is een tweevleugelige uit de familie steltmuggen (Limoniidae). De soort komt voor in het Neotropisch gebied.